# Phorbas scabida
Phorbas scabida är en svampdjursart som först beskrevs av Vacelet, Vasseur och Claude Lévi 1976.  Phorbas scabida ingår i släktet Phorbas och familjen Hymedesmiidae.
Artens utbredningsområde är Madagaskar. Inga underarter finns listade i Catalogue of Life.